# Heredad de Santiago
...También "Tercio de Santiago" y para los historiadores  "...un lugar de Valdeloçoya..."

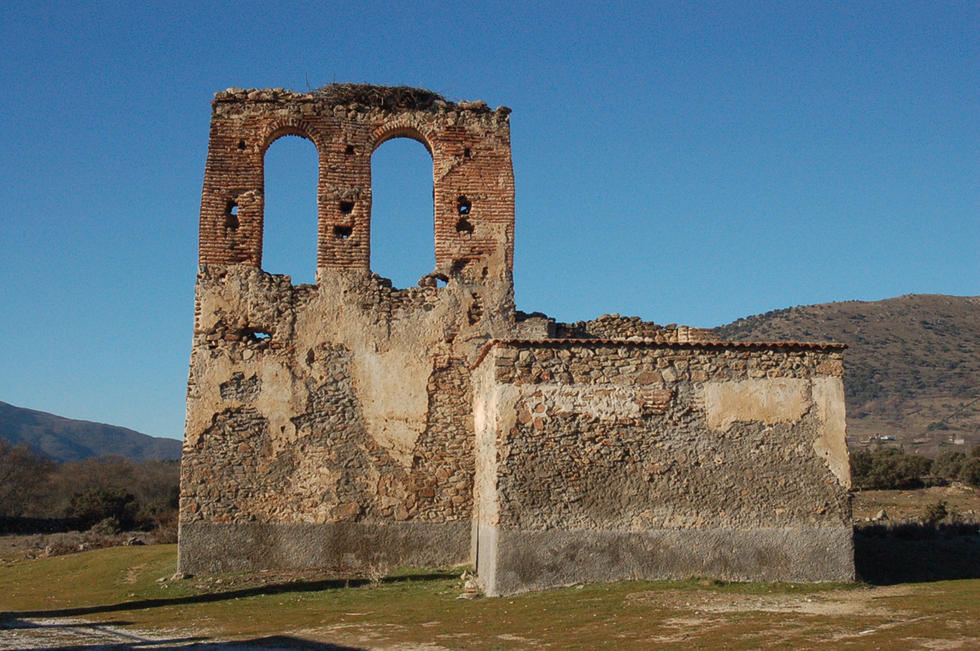
Iglesia de Santiago.Fachada norte

Durante el S.XII y hasta el 1390 existió un asentamiento ahora despoblado, situado en el actual término municipal de Gargantilla del Lozoya en la Comunidad Autónoma de Madrid, y en el que como vestigio de lo que fue, aún se levantan las paredes y la espadaña de la Iglesia de Santiago.

## Situación geográfica
Ubicada en el corazón de los montes Carpetanos en la Sierra de Guadarrama, en el Valle Medio del Lozoya, al norte se encuentra Buitrago, al sur el pueblo de Lozoya y la cumbre del Peñalara, en el oeste Navarredonda, y por último flanqueada al Este por el río homónimo.

## Orígenes
A finales del siglo X y durante los cien años siguientes, el Valdeloçoya era un territorio de nadie en el que se sucedían escaramuzas y enfrentamientos, pero en el año 1085 los señoríos segovianos conquistaron este territorio en su avance hacia Toledo, lo que les hizo pasar también por un pequeño acuartelamiento militar de nombre Mairit, o MAGERIT (Madrid). Al conquistar el Valle del Lozoya se inició un proceso de cristianización construyéndose pequeñas Iglesias en los bosques de roble, lo cual daría lugar a los diferentes asentamientos donde cohabitaron mudéjares, cristianos y judíos. Aquellas primitivas estructuras de adobe y madera fueron sustituidas, ya en el s. XII, por nuevos templos de piedra y ladrillo siguiendo el estilo arquitectónico que sería conocido como MUDÉJAR. De aquellos tiempos quedan actualmente las iglesias de San Mames, Navarredonda, Villavieja, y Santiago. 
Y en torno a esta última, hasta 1492 se mantuvieron en pie pequeñas construcciones utilizadas para cobijar el ganado, y a los aparteros y cuidadores que estaban al servicio de Don Moxe Cuellar, propietario de todas estas tierras, y una de las personas más ricas y poderosas de todo el Valle del Lozoya. La Heredad se encontraba limitada por los montes circundantes, en el “Exido de la Aldehuela”, y el cauce natural del río Lozoya, al que sus pobladores se referían como “el río mayor”.  Distaba cuatro leguas del Castillo de Buitrago de Lozoya, propiedad y residencia de los Duques del Infantado, título nobiliario que ostentaría la Casa de Mendoza. En un inventario encargado por estos, se confirmaba a la Heredad de Santiago como un núcleo de población hasta 1390, pasando a ser caserío propiedad de Moxe Cuellar hasta 1492, fecha en la que los judíos fueron expulsados por los reyes católicos. En el entorno de la Ermita, según el dicho inventario…<<ay en la dha. heredad tres pares de cas donde biuen los quinteros e pastores e donde queseauan e unas casas que diçen de la quadra donde come el ganado en ynvierno e ençierran yerua>>...,<<unas casas fechas nuevas en q. lauaua sus lanas... Mose e los otros judíos de Buitrago q. es todo dentro de la heredad...>>, había un lavadero de lanas para uso exclusivo de los judíos, lo que indica la gran cabaña que poseía y como en ese momento el ganado lanar representaba uno de los mayores ejes del comercio existente, se puede afirmar que, junto al Duque del Infantado, ambos formaban una “oligarquía ganadera”.
El prestigioso geógrafo Al-Idrisi describió esta zona… “en los altos montes llamados Al-Sarat situados a alguna distancia al norte de Toledo pastan grandes rebaños de ovejas y vacas que los mercados de ganado venden en puntos lejanos y cuya fama es proverbialmente conocida”. 
Las propiedades de Don Moxe se extendían también a las poblaciones vecinas de Pinilla y Villavieja, lo que la convertían en una de las mayores haciendas comprendidas en los límites del Infantado.
El ‘’“Camino del Cartero”’’, vía de comunicación histórica que discurría junto al río desde Buitrago al pueblo de Lozoya, atravesaba por un pequeño puente ya desaparecido al construirse la presa de Riosequillo y continuaba cruzando el arroyo Buitraguillo por el puente de Cal y Canto, ya en tierras de Villavieja donde aún subsiste la espadaña de la ermita de la Trinidad. La subida valle arriba continuaba por el margen derecho hasta llegar a Pinilla de Buitrago y posteriormente a la Heredad de Santiago, lugar en el que se encontraba el lavadero de lanas de Moxe Cuellar, en el Valdelozoya, continuando su trazado hasta el Monasterio de Santa María de El Paular  y el puerto de Malagosto, así como el de la Fuenfría, conocido por las andanzas del Marqués de Santillana.  Esta senda de herradura desapareció en algunos tramos de su recorrido bajo las aguas de los embalses de Pinilla y Riosequillo. 

## Patrimonio
La iglesia de Santiago en “El Prado de la Viña”, dentro de la Heredad de Santiago, permanece en pie desde hace nueve siglos, y aún se levantan los restos de esta pequeña construcción, conservándose su espadaña así como los muros del anillo estructural en los que se observan restos de las decoraciones en sus paramentos interiores. El ábside es de estilo mudéjar, y la portada es gótico mudéjar. 

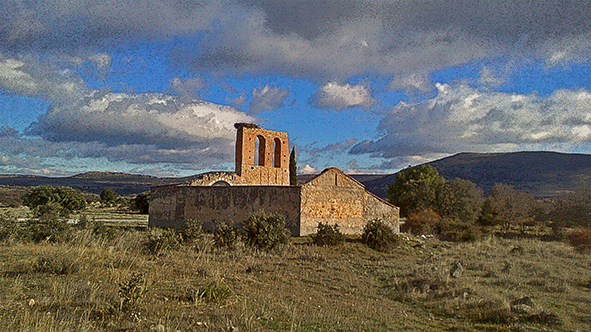
Iglesia de Santiago. Archivo propio

En la fachada oeste se pueden observar a la puesta del sol una serie de inscripciones. 

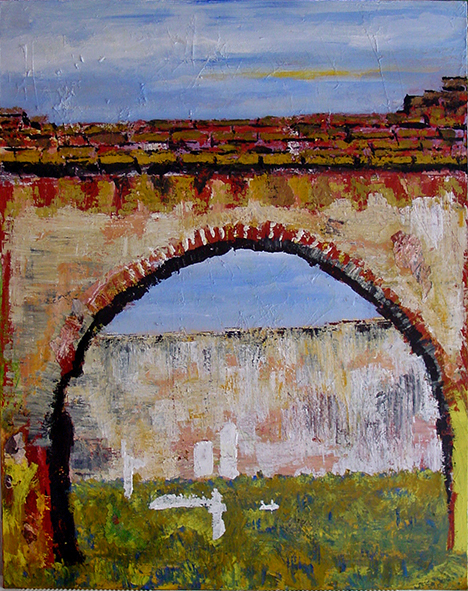
Arco Mudéjar. Acrílico sobre lienzo (Sarrais/2010)

Fue construida en piedra y ladrillo, con anterioridad a 1390, según dataciones existentes. sufriendo transformaciones y añadidos en el transcurso de su historia. En el año de 1470 aún recibía la denominación de templo con pila bautismal.  Las personas que acudían o habían acudido en otros tiempos a la iglesia eran, además de los propios vecinos de Santiago, los de Canençuela, Pajarilla, Herreros y Gargantilla. La espadaña, con sus dos troneras, todavía se muestra majestuosa. Debió ser a lo largo del siglo XVII cuando se fue produciendo el expolio de la pila bautismal y las campanas hasta llegar al estado actual de ruina. En la actualidad ha sufrido diferentes intervenciones de mantenimiento, algunas de ellas no muy afortunadas.

## Distribución del territorio
La Heredad estaba dividida en diferentes espacios territoriales que se llamaban Tercios, estos eran: El Prado de la Viña era uno de los pagos que componían la Heredad de Santiago, en él se ubica la Iglesia que le daba el nombre. Tercio de El Nogalejo, su población de roble y encina no sabe de litigios ni posesiones, pero si de nieve, de lluvia, y de embalsamientos. El curso natural del río Lozoya está represado a la altura de Buitrago, y sus aguas inundan de ese modo territorios que antaño fueron “secos“, y que en 1470, cuando vino la embajada Francesa a encontrarse con el rey de Castilla Enrique IV, conformaban un paisaje diferente al actual. El Tercio de El Carrascalejo, otro de los Tercios que formaban en el S.XV el “Término de Santiago”, junto al de El dençima la Iglesia, y el de La Viña. 
El Camino del Pago de Carramisa. En 1574 figura en los archivos como “La colaçion de Santiago, que diçen Gargantilla”, y como vestigio toponímico de esta dependencia, aún permanece en uno de los márgenes del camino que une la población de Gargantilla del Lozoya y las ruinas de la Iglesia de Santiago, el Pago de Caramisa. El topónimo “cara” o “carra“ proceden de carrera, que a su vez es sinónimo de camino, del mismo modo “misa“ define la obligatoriedad dominical de asistir a la eucaristía para los católicos. 
Habría que imaginar estos parajes sin el actual embalse de Riosequillo, en los que se vería una profunda caída aterraplenada hasta el cauce de un mas vertiginoso río Lozoya, al que se referían los lugareños como “río mayor”, montes y espacios sin cultivar y con una densa población arbórea, animales feroces que actualmente han desaparecido y en invierno poblaciones incomunicadas entre ellas por causa de la nieve, formando el escenario que componía la Heredad de Santiago. 

## COMUNIDAD HEBREA EN EL S.XV
Por aquel entonces la comunidad hebrea gozaba de gran relevancia en el reino de Castilla. Grandes poseedores del conocimiento en diferentes disciplinas como: las ciencias, la astronomía, la economía y la medicina, los físicos Samaya Lubel y su hijo Abraham Lubel eran los médicos personales del rey Enrique IV.
En el verano de 1492 se inventarió el patrimonio dejado por los judíos en Buitrago a partir de su expulsión. Se mencionan dos sinagogas, un hospital y un cementerio, sesenta casas en la Villa y veinticinco en los arrabales. Estas propiedades se repartían entre medio centenar de hacendados, entre ellos Don Moxe Cuellar (Moisés de Cuéllar), legítimo propietario de las tierras y casas que existían en el Tercio de Santiago, en el Prado de la Viña en torno a la IGLESIA DE SANTIAGO, descrito entonces como, …Butragueño de raza y religión hebraica, en el Inventario de Bienes de 1492 que le mostraba como inscrito en aquellas fechas para posteriormente desaparecer. 
Moxe Cuellar era la persona más rica de la comarca, poseedor de la cabaña de ganado lanar mayor de la villa y tierra, sus propiedades se extendían por toda la comarca y estaban tasadas en 440.000 maravedies, de los cuales 130.000 conformaban la Heredad de Santiago. También comprendían el actual Término Municipal de Villavieja, y se extendían en su lado suroeste por el Exido de la Aldehuela, que linda con las tierras de Lozoya. Sus tierras pasaron a otras manos al producirse la expulsión de los judíos, ya que en el “Recuento” de 1530 no aparece citado como propietario. La expulsión de los judíos por parte de los Reyes Católicos, propició el que parte de las riquezas y tierras de la heredad se repartieran entre la nobleza.Tras la expulsión, muchos de ellos huyeron a Portugal donde fueron bautizados para regresar como conversos. En algún caso los bienes expropiados retornaron a sus antiguos propietarios o sus descendientes. 
Existen datos sobre procesos inquisitoriales, y Gonzalo hermano de Moisés, que era corregidor en Segovia, ...<<murió en la hoguera por judaizante, allí mismo>>. 
Otra figura a destacar también judío, es la de Don David de la Hija, apodado “el viejo“, rico hacendado y poseedor de las tierras de Cañeçuela.

## El dato histórico
Dña. Juana de Trastámara, Juana de Castilla "La Excelente Senhora" una niña de 8 años que pudo ser reina, y cuya historia está muy ligada a los anales históricos de Gargantilla del Lozoya. 
Conocida como La Beltraneja, era hija de Enrique IV y Juana de Portugal, y por tanto heredera del trono de Castilla. Fue jurada en las Cortes de Madrid como Princesa de Asturias y ante las insidias vertidas por intereses bastardos por parte de la nobleza, de nuevo tuvo que ser reconocida por ambos progenitores como hija legítima en la Iglesia de Santiago, en la Heredad de Santiago, en las tierras propiedad de D. Moxe Cuéllar.
Las ambiciones, intrigas y maledicencias de Juan Pacheco (Marqués de Villena)  fomentaron la calumnia, adjudicando la paternidad a su enemigo reconocido el valído y hombre de confianza del rey Don Beltrán de la Cueva, cargo que años antes ocupase él y al que el propio Enrique IV tuvo que sustituir por sus afanes de manipulación y su protagonismo en diferentes situaciones conspirativas. 
Enrique IV de Castilla decidió casar por poderes a su hija con el Duque de Guyena, creando una alianza con la corona francesa y además en ese mismo acto solemne consideraba finalizados los pactos firmados un año antes en Guisando, en los cuales reconocía a su hermana Isabel como heredera de la corona de Castilla, ésta los había incumplido, al desposarse con Fernando de Aragón, sin obtener el consentimiento regio. La Heredad de Santiago, lugar equiparable a Guisando, por el testimonio histórico que ambos lugares poseen, pero uno ocultado y el otro esgrimido, para justificar una usurpación.
En este escenario del Valdeloçoya, el 26 de octubre de 1470,  aquí en la pradera que circunda la iglesia de Santiago, la comitiva encabezada por el monarca Enrique IV, su esposa Juana de Portugal, la niña Juana de Trastámara, los más altos representantes de la nobleza Castellana y la Casa de los Mendoza, en cuyo Castillo habían pernoctado madre e hija y una gran representación popular se produjo el encuentro con la embajada Francesa presidida por el Duque de Guyena.
…<< el marques traeria a la princesa y la entregaría como hico en valdelocoya que es entre Segº y Buitrago donde a los susodichos vinieron el maestre de Santiago el arzobispo de Sevilla el duque de Arevalo el conde de Benavente el duque de Valencia el conde de Miranda el conde de Santamarta y otros muchos caballeros. El cardenal Atracrames con los embaxadores de Francia. El marqués de Santillana el obispo de Segovia y sus hermanos y los condes de Tendilla y Bolonia don Juan y don Hurtado que truxeron a la reina doña Juana y a la princesa su hixa y juntos en un grande llano que es en el mismo Valle de Locoia y fuera del río ayuntadas allí otras muchas gentes que concurrieron aver tan grande novedad >>…
```
Este trascendente hecho se ve reflejado en la datas de octubre de 1470 en los documentos relativos a la boda real de Juana, de la casa Trastámara y princesa de Asturias con Carlos, de la casa Valois, duque de Guyena, de Berry y de Normandía. Son tres los documentos signados por el rey, la reina, los insignes testigos, escribanos y secretarios.

…por firmesa de lo qual todo yo el dicho rey e yo la reina su muger mandamos dar e dimos esta escritura e otras tales firmadas de nuestro nombre e selladas con nuestros sellos e las otorgamos ante los secretarios e notario de yuso escrito, a los quales rogamos e mandamos que las signasen con sus signos; que fueron dadas e otorgadas el val de lozoya en santiago a 26 días de octubre año del nascimiento de nuestro señor jesucristo de mill e quatrocientos e setenta años…
```

En la ceremonia que se celebró en el Prado de la Viña aquí en la Heredad de Santiago, los nobles castellanos juraron a la princesa Juana de Trastámara como legítima heredera del trono de Castilla, oficiándose las capitulaciones matrimoniales entre el Conde de Boulogne, en representación del Duque de Guyena, hermano del Rey de Francia Luis XII y la hija del rey de Castilla. 
Los acontecimientos posteriores sumieron a la corona de Castilla en una guerra fratricida y cruel por la sucesión a la corona, derecho que disputaba su tía y madrina Isabel y en la que Juana de Trastámara perdió el trono de su padre, teniendo que exilarse a Coímbra. 
En Portugal le fue concedido el título de "Excelente Señora" y en desde entonces en los documentos, Juana firmaba como  <<… Yo la reina>> y timbra con su blasón acompañado del lema <<... Memoria de mi derecho >> .
La Heredad de Santiago supuso un hito importante en la historia de España pues fue el lugar elegido para los desposorios de Dña. Juana de Trastámara, insidiosamente apodada “la Beltraneja”. En el mismo acto matrimonial, el 24 de octubre de 1470, se produjo la ruptura de los Pactos de Guisando…, y solo cuatro años después, el 11 de diciembre de 1474 murió Enrique IV, al parecer víctima de envenenamiento por arsénico según los estudios patológicos del Dr. Marañón, su hija Juana tenía trece años .
Gargantilla del Lozoya se fundó a mediados del S. XVI.

## Estudios y bibliografía consultada
Enrique IV de Castilla. La difamación como arma política. Luis Suárez. (Ariel)
Despoblados de la Sierra Norte, de la Comunidad de Madrid. Luis Bartolomé Marcos/Ignacio Duque Rodríguez de Arellano. (Editado por Marcial Pons)
II Jornadas sobre Arqueología y Arte en Madrid. Restos Mudéjares en la provincia de Madrid. Pedro Lavado Paradinas (1982)
Enrique IV de Castilla (1454-1474).Un singular enfermo urológico. Emilio Maganto Pavón. Historia de la Urología. (Archivos españoles de urología 2003, vol. 56, no3, pp. 233-241. Iniestares, Madrid)
Historia de España de la Baja Edad media. Varios autores (Ariel)
Introducción a la Historia Medieval. Epistemología, Metodología y Síntesis. Francisco Ruíz Gómez (Síntesis)
Atlas histórico de la España Medieval. José Ma Monsalvo Antón. (Síntesis)
La Beltraneja. El pecado oculto de Isabel la Católica. Almudena de Arteaga. (La Esfera de los Libros)
Juana La beltraneja. La construcción de una ilegitimidad. Óscar Villarroel González.
Cultura tradicional en la Comarca de Buitrago. Matilde Fernández Montes. (Patronato Madrileño de Áreas de Montaña. CAM)
La Economía del Antiguo Régimen. El señorío de Buitrago. Grupo73. (Departamento de Historia Moderna y Contemporánea. UAM)
Estudios previos de la ermita de Santiago en Gargantilla del Lozoya. (Dirección General de Patrimonio Histórico. CAM)
Enrique IV de Castilla, un rey cruzado. Ana Echevarría Arsuaga. (UNED)
Casa de los Condes de Tendilla y Marqueses de Mondéjar. Jose L. G. de Paz. (www.uam.es/depaz/mendoza/index.html)